# Elecciones municipales de 2019 en Belmonte de Tajo
Las elecciones municipales de 2019 se celebraron en Belmonte de Tajo el domingo 26 de mayo, de acuerdo con el Real Decreto de convocatoria de elecciones locales en España dispuesto el 1 de abril de 2019 y publicado en el Boletín Oficial del Estado el día 2 de abril. Se eligieron los 9 concejales del pleno del Ayuntamiento de Belmonte de Tajo, a través de un sistema proporcional (método d'Hondt), con listas cerradas y un umbral electoral del 5 %.

## Candidaturas
En Belmonte de Tajo se presentaron tres candidaturas. El Partido Socialista Obrero Español con Amador Salinas Haro a la cabeza, el Partido Popular con Roberto Morate Carralero y el partido de ámbito municipal, Partido Independiente de Belmonte con María Teresa Ávila Sanz.

## Resultados
Tras las elecciones municipales, el Partido Socialista Obrero Español consiguió la mayoría absoluta en el Consistorio tras conseguir un escaño más en comparación con las anterior elecciones y obtener 5 escaños. El Partido Popular pudo se mantuvo con 3 escaños y el Partido Independiente de Belmonte se mantuvo en el Consistorio con 1 escaño, uno menos que en la anterior legislatura.
| Candidatura     | Candidatura                              | Votos | %                                       | Escaños                                 |
| --------------- | ---------------------------------------- | ----- | --------------------------------------- | --------------------------------------- |
|                 | Partido Socialista Obrero Español (PSOE) | 469   | 48,40                                   | 5                                       |
|                 | Partido Popular (PP)                     | 306   | 31,58                                   | 3                                       |
|                 | Partido Independiente Belmonte (PIBEL)   | 181   | 18,68                                   | 1                                       |
| Votos en blanco | Votos en blanco                          | 13    | 1,34                                    | n/a                                     |
| Votos válidos   | Votos válidos                            | 956   | 100,00                                  | 9                                       |
| Votos nulos     | Votos nulos                              | 12    | Participación: · \| \| 76,22 % \| 3,73% | Participación: · \| \| 76,22 % \| 3,73% |
| Votantes        | Votantes                                 | 981   | Participación: · \| \| 76,22 % \| 3,73% | Participación: · \| \| 76,22 % \| 3,73% |
| Electores       | Electores                                | 1287  | Participación: · \| \| 76,22 % \| 3,73% | Participación: · \| \| 76,22 % \| 3,73% |
|                 | 76,22 %                                  |       |                                         |                                         |

## Concejales electos
| N.º | Nombre                          | Lista | Lista |
| --- | ------------------------------- | ----- | ----- |
| 1   | Amador Salinas Haro             |       | PSOE  |
| 2   | Roberto Morate Carralero        |       | PP    |
| 3   | María del Carmen López Fominaya |       | PSOE  |
| 4   | María Teresa Ávila Sanz         |       | PIBEL |
| 5   | Carlos Puerto González          |       | PSOE  |
| 6   | Raúl Estecha Sanz               |       | PP    |
| 7   | Míriam Cristina García Durán    |       | PSOE  |
| 8   | María Carmen Roldán Bohigues    |       | PP    |
| 9   | Sandra Cano Vilela              |       | PSOE  |